# Ла-Манш (группа)
«Ла-Манш» — украинская рок-группа из Ивано-Франковска. Наиболее известна по песне «Погляд» (рус. «Взгляд»), которая была использована в качестве саундтрека к фильму «Брат 2».

## История группы
«Ла-Манш» был основан 1 января 1998 года в Ивано-Франковске из бывших участников группы «RARA AVIS» Александра Токарева (бас), Ярёмы Ковалёва (клавишные) и Виталия «Белого» Быковца (гитара), к которым присоединилась 16-летняя студентка местного музучилища Анна Безель (вокал).
С самого начала всем звуком и аранжировками коллектива занимался Дмитрий Ципердюк (бывший лидер известной в начале 1990-х группы «Морра»). После выпуска первого сингла «Погляд», авторами которого выступили сами музыканты, последовала еще одна песня «Е-е-е», написанная Ципердюком. Коллектив заметили и стали приглашать на различные конкурсы и фестивали. «Ла-Манш» стал лауреатом главной премии в жанре поп-музыки фестиваля «Жемчужины сезона» (1998), такой же наградой отличившись на фестивале «Будущее Украины» (1998). Группа сразу привлекла внимание неординарной эстетикой и новизной сценической подачи как зрителей, так и специалистов. В январе 1999 года ансамбль подписал контракт с киевским продюсерским агентством «НЕМО», а также соглашение на запись дебютного альбома с компанией Nova Records. Делами группы стал заниматься продюсер Виталий Климов.
Весной 1999 года в группе появился барабанщик Александр Ильченко (экс-«Округ-2000» из Ивано-Франковска). В августе 1999 года группа записала окончательные версии первых пяти песен нового альбома. До конца апреля 2000 года планировалось отснять клип на песню «Сама собі весна». Релиз альбома был запланирован на осень 2000 года. Однако, группа внезапно распалась в 2000 году.
В настоящее время бывший басист группы Александр Токарев занимается видеопродакшном в компании «Западный полюс» и производством рекламы. Барабанщик Александр Ильченко и вокалистка Анна Безель живут в США. Гитарист Виталий Быковец работал администратором в центральной библиотеке. Умер 2 февраля 2020 года.

## Участники группы
- Анна Безель (вокал)
- Александр Токарев (бас)
- Ярёма Ковалёв (клавишные)
- Виталий Быковец (гитара)
- Александр Ильченко (ударные)

## Песни
1. «Доторкнись»
2. «Є-є-є»
3. «Погляд»
4. «Сама собі весна» (вошла в сборник «Нашествие. Шаг IV» (2000) запись с рок-фестиваля «Нашествие»)
5. «Сонце»
6. «Далеко» (в другом составе[6])

## Примечание
1. ↑  "Ла-Манш" brat2.film.ru. Дата обращения: 5 февраля 2017. Архивировано 27 июня 2016 года.
2. ↑  «Ла-Манш» - загадочная рок-группа из Украины. Дата обращения: 5 февраля 2017. Архивировано 6 февраля 2017 года.
3. ↑  Скупані в оваціях фанатів: чим сьогодні займаються учасники відомих франківських гуртів? Дата обращения: 26 февраля 2021. Архивировано 26 февраля 2021 года.
4. ↑  Профіль Анни Безель в Інстаграм
5. ↑  У Франківську помер гітарист популярного гурту«Ла-Манш». Дата обращения: 26 февраля 2021. Архивировано 15 февраля 2022 года.
6. ↑  Ла-Манш :: Далеко